# Kazimierz Stanisław Gzowski
Kazimierz Stanisław Junosza Gzowski (ang. Sir Casimir Gzowski) (ur. 5 marca 1813 w Petersburgu, zm. 24 sierpnia 1898 w Toronto) – polski inżynier, budowniczy mostów, dróg, linii kolejowych i portów na terenie Kanady, współtwórca centralnego systemu transportowego w tym kraju, parku Niagara Falls, Instytutu Inżynieryjnego Kanady, założyciel kanadyjskiego Związku Strzeleckiego, przedsiębiorca, polityk, prawnik, filantrop, działacz społeczny, administrator prowincji Ontario, wolnomularz, wysoki urzędnik Kościoła anglikańskiego w katedrze St. James w Toronto, założyciel Wycliffe College w Toronto . Jeden z najwybitniejszych inżynierów z grona Wielkiej Emigracji .

## Rodzina
Wywodził się z polskiej szlachty kresowej z okolic Grodna herbu Junosza, z rodu sięgającego czasów króla Zygmunta Augusta, którego dworzaninem był protoplasta Gzowskich, Stanisław. W posiadaniu jednej z potomkiń Gzowskiego w Kanadzie Mary Gzowski znajduje się certyfikowany dokument wydany 11 października 1818 roku w Grodnie zaświadczający, że rodzina Gzowskich należy do polskiej szlachty.
Był synem Stanisława dyplomaty pełniącego funkcję ambasadora brytyjskiego w Rosji, a także polskiego oficera gwardii carskiej w Petersburgu oraz Heleny z domu Pacewicz.
W USA ożenił się z Marią M. Beebe z Erie w Pensylwanii, córką lekarza, z którą miał ośmioro dzieci – pięciu synów oraz trzy córki. Prawnukiem Kazimierza jest znany kanadyjski dziennikarz, prezenter radia CBC i BBC, Peter Gzowski.

## Życiorys
W latach 1822–1830 uczył się w Liceum Krzemienieckim, w którym uczyli się również inni przedstawiciele XIX-wiecznej polskiej inteligencji, m.in. Juliusz Słowacki. W 1830 roku z inicjatywy ojca w wieku lat 17 wstąpił do Korpusu Inżynierów wojsk rosyjskich zostając saperem w carskim korpusie saperów. W tym samym roku wybuchło powstanie listopadowe, aby je stłumić do Królestwa Kongresowego wkroczyła armia rosyjska. Gzowski zdezerterował i przyłączył się do armii polskiej służąc w stopniu podporucznika jako saper w korpusie Dwernickiego. Wziął udział w wygranej przez Polaków bitwie pod Stoczkiem, a w czasie bitwy pod Grochowem został ranny . Po upadku powstania na Wołyniu w kwietniu 1831 roku wraz z 3 Pułkiem Strzelców Konnych, dowodzonym przez Józefa Dwernickiego, przekroczył granicę między Królestwem Kongresowym a Austrią, gdzie został internowany i uwięziony .

### Stany Zjednoczone
W 1834 roku władze austriackie wraz z 264 powstańcami przymusowo deportowały go do Stanów Zjednoczonych, do których przybyli w marcu na dwóch austriackich fregatach. Polskę znajdującą się pod zaborami ze względu na represje polityczne opuściła również jego najbliższa rodzina. W USA Gzowski utrzymywał się początkowo z lekcji szermierki, muzyki oraz języków. Był poliglotą, oprócz języka polskiego znał także angielski, niemiecki, włoski oraz rosyjski. Później ukończył studia prawnicze praktykując w firmie adwokackiej w Pittsfield. W 1838 roku zdał egzaminy prawnicze i otrzymał obywatelstwo amerykańskie uzyskując pozwolenie na praktykę adwokacką w Beaver w Pensylwanii. W Stanach Zjednoczonych trwała wówczas rozbudowa kolei. Gzowski powołując się na doświadczenie inżynieryjne, które jako saper zdobył w armii carskiej został zatrudniony przez Williama Milnora Robertsa, szefa budowy większości stanowych inwestycji budowlanych. Dzięki niemu Gzowski został inżynierem nadzoru, wytyczając i budując linię kolejową New York and Erie Railroad biegnącą z Nowego Jorku do rejonu Wielkich Jezior  .
W październiku 1839 roku podczas pobytu w amerykańskiej miejscowości Erie leżącej nad jeziorem Erie wszedł w związek małżeński z Charlottą Beebe, córką miejscowego lekarza. Dla dopełnienia formalności ślubnych zmienił wyznanie na anglikańskie. Małżonkowie mieli w sumie ośmioro dzieci, a wszystkim synom z tego związku Gzowski nadał polskie imiona.

### Kanada

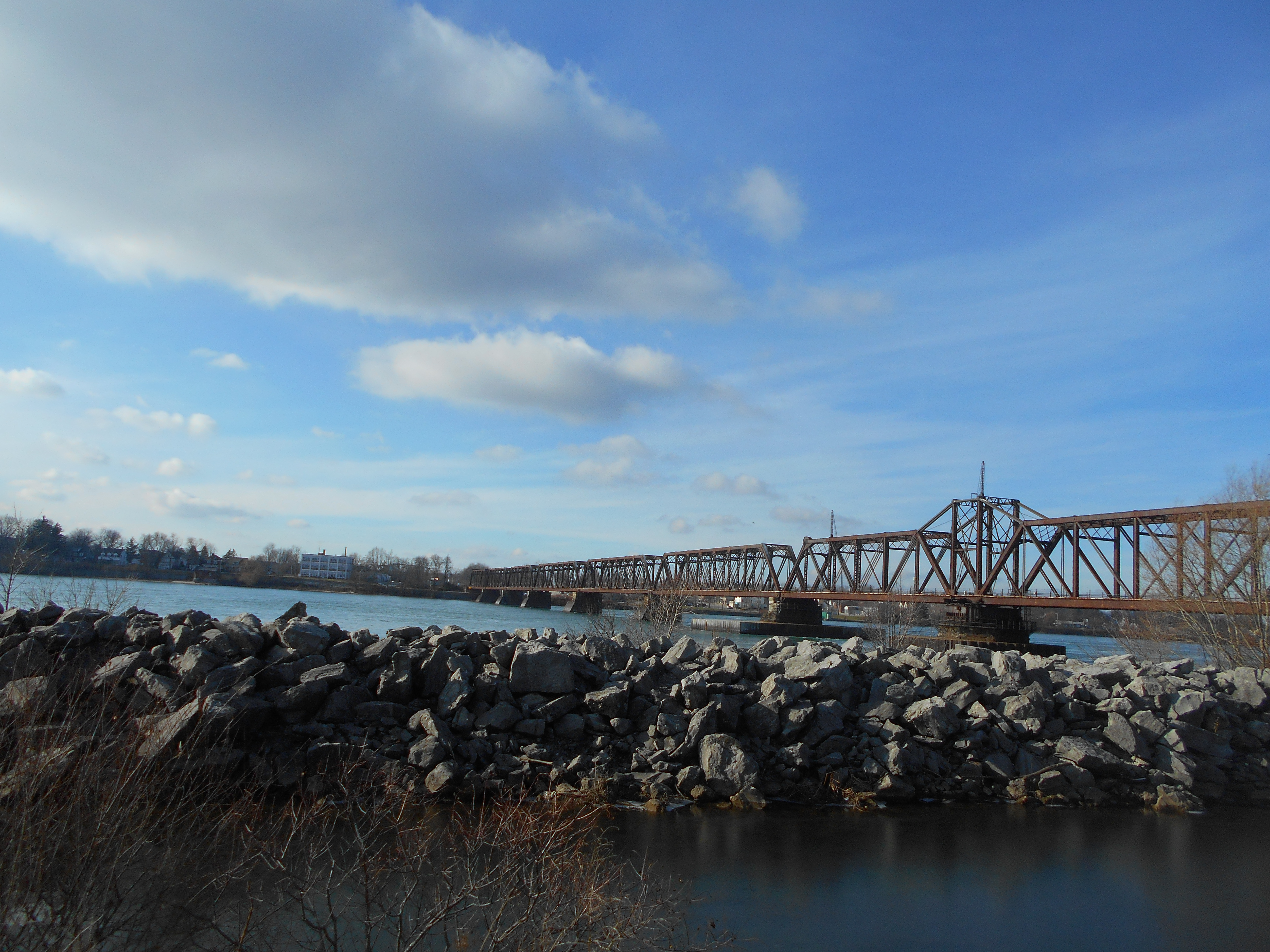
Most International Railway Bridge zbudowany przez Gzowskiego w 1873 roku łączący Fort Erie w kanadyjskim stanie Ontario z Buffalo w amerykańskim stanie New York

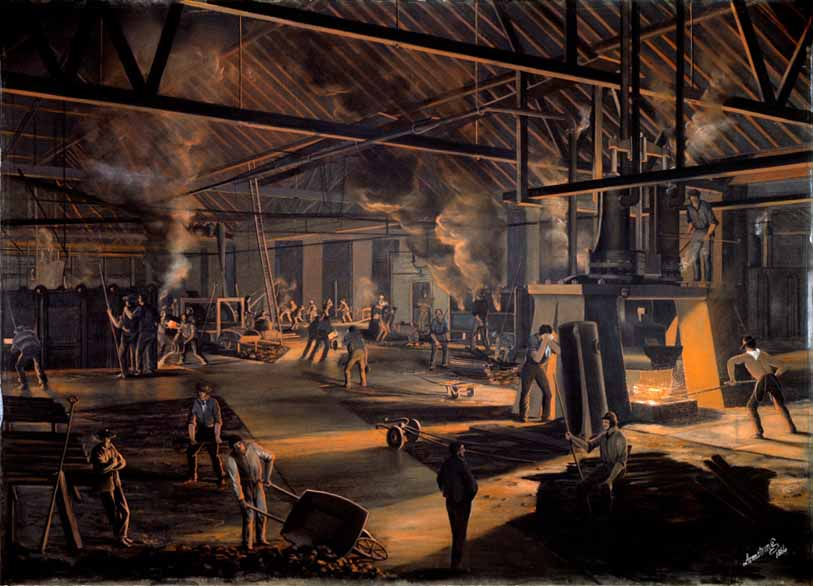
Toronto Rolling Mills wybudowany przez Gzowskiego w 1857 roku zakład produkujący szyny kolejowe na obrazie Williama Armstronga

W 1841 r. wysłany został przez amerykańską firmę, w której pracował do Kingston w prowincji Ontario. Tam przypadkiem spotkał ówczesnego gubernatora Kanady, Charlesa Bagota, który zaproponował mu posadę rządowego inżyniera w służbie kanadyjskiej. Gzowski przyjął propozycję i przeniósł się do Kanady, gdzie początkowo pełnił funkcję inżyniera okręgowego w mieście London. Później koordynował konstrukcję 43-kilometrowego tzw. Drugiego Kanału Wellandzkiego, który umożliwiał żeglugę statków pomiędzy jeziorami Ontario i Erie z pominięciem wodospadu Niagara. Kanał ten stanowił duże wyzwanie inżynieryjne ponieważ różnica poziomów obu jezior wynosiła 99,4 m. Aby statki mogły go etapowo przepłynąć trzeba było zbudować 8 wielkich śluz. Inwestycja zrealizowana przez Gzowskiego zapewniła wszystkim pięciu Wielkim Jeziorom dostęp do Atlantyku. Od 1842 roku pełnił funkcję superintendenta departamentu robót publicznych w Górnej Kanadzie, zajmując się projektowaniem oraz budową sieci drogowej i kolejowej, mostów, portów, kanałów oraz szlaków wodnych.
W 1847 roku wystąpił z państwowej służby, rozpoczynając prywatną praktykę inżynierską. W 1848 roku objął kierownictwo ekspedycji poszukującej złóż rud miedzi, niklu i żelaza na niezbadanych dotąd obszarach nad rzeką Whitefish River w południowo-wschodniej części prowincji Ontario. W 1849 roku został zatrudniony jako główny inżynier przy budowie kolei St. Lawrence and Atlantic Railroad pomiędzy portem w Montrealu a najbliższym, niezamarzającym portem w Portland. Przeniósł się wtedy wraz z rodziną z London do Sherbrooke w prowincji Quebec .
Był pionierem kolei w Kanadzie, gdzie zbudował setki kilometrów linii kolejowej. W drugiej połowie XIX wieku rozpoczął swój własny biznes, stając się poważnym przedsiębiorcą kanadyjskim. W 1853 roku w Toronto uruchomił firmę budowlaną o nazwie Gzowski&Co oraz w 1857 roku pierwszą w Kanadzie hutę produkującą szyny kolejowe – Toronto Rolling Mills, która zatrudniała ok. 300 pracowników, głównie irlandzkich emigrantów i produkowała 20 tys. ton szyn rocznie . Był to wówczas największy zakład produkcyjny w Toronto, jak również w całej Kanadzie.
W 1858 roku na zachodnich obrzeżach Toronto powstała wiktoriańska gotycka rezydencja zbudowana przez Sir Kazimierza Gzowskiego. Zbudował również w Kanadzie kilka mostów, m.in. dwa kamienne na rzekach Otonabee i rzece Czerwonej oraz żelazny most na kanadyjskiej rzece Thames. W 1873 roku wzniósł długi na 1100 metrów International Railway Bridge (pol. Międzynarodowy Most Kolejowy), który połączył Kanadę ze Stanami Zjednoczonymi. Most ten był wówczas najdłuższym mostem w Ameryce, a jego środkowe przęsło było obrotowe. Przyniósł on Gzowskiemu sławę wielkiego inżyniera oraz światowy rozgłos. Pierwszy pociąg przejechał tym mostem z Fort Erie do Black Rock w 1873 roku i obecnie przechodzi nim ok. 70% obrotu towarowego pomiędzy Kanadą i Stanami Zjednoczonymi.
Dziełem Gzowskiego są także najważniejsze odcinki kanadyjskiej linii kolejowej Grand Trunk Railway biegnącej z Montrealu do granicy amerykańskiej oraz z Toronto do Detroit. W 1856 roku jego firmie Gzowski & Co. przyznano prawo cięcia drewna w lasach nad rzeką Moon River w Muskoka jako źródło surowca do budowy kolei. W 1858 roku podobną licencję kanadyjski rząd przyznał mu nad rzekami Whitefish River oraz South River w Northeastern Ontario .

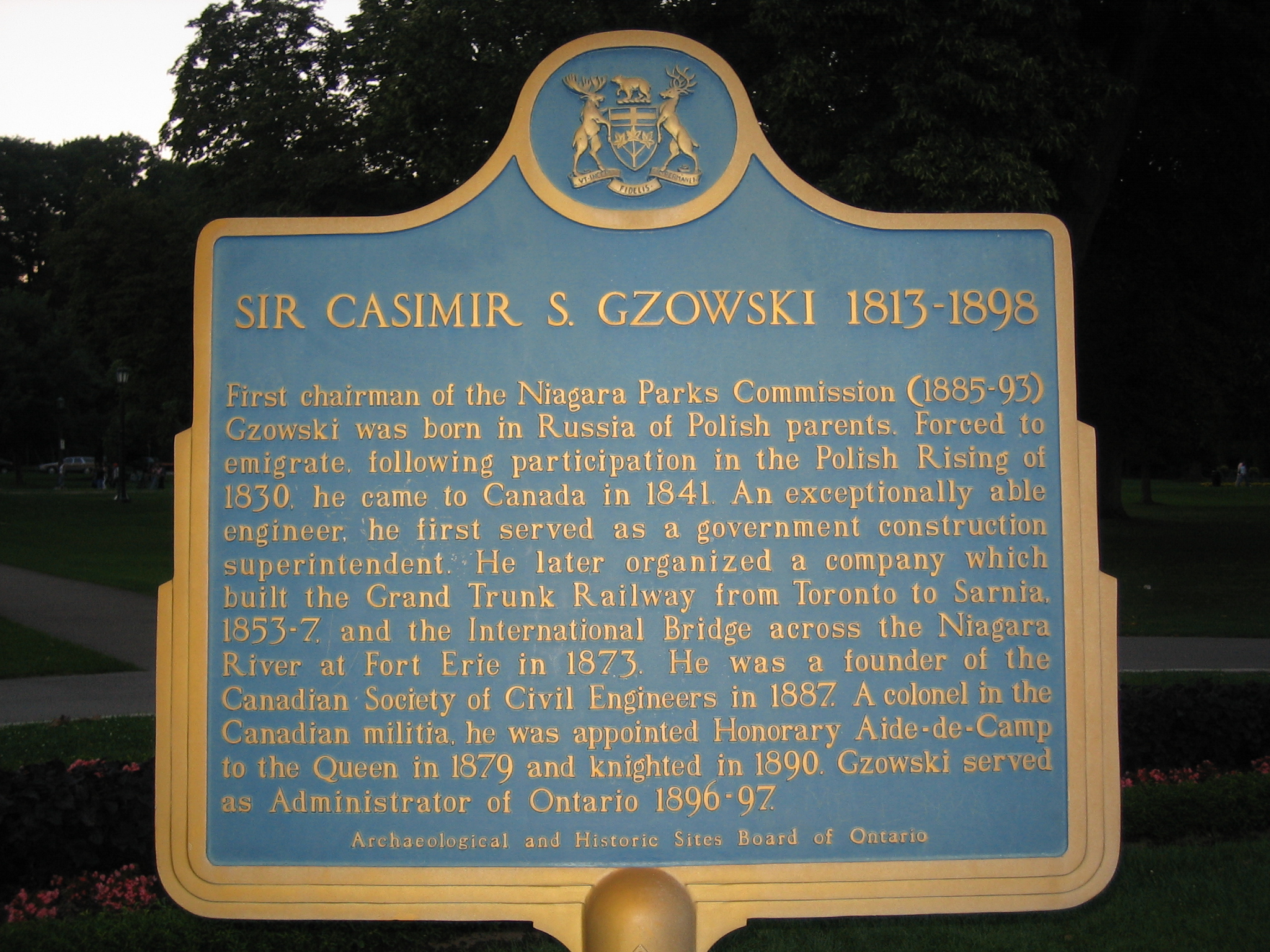
Płyta pamiątkowa poświęcona Gzowskiemu w Niagara Falls

Gzowski był także twórcą parku narodowego na obszarze po kanadyjskiej stronie wodospadu Niagara. W 1885 roku stanął on na czele trzyosobowego komitetu, z którego inicjatywy powstał publiczny i otwarty dla obywateli kanadyjskich park liczący 118 akrów (0.48 km²) leżący obok tego wodospadu . W marcu 1887 roku teren stał się własnością kanadyjskiego rządu, a 24 maja 1888 roku w dzień urodzin królowej Wiktorii został otwarty dla publiczności i nazwany na jej cześć Queen Victoria Park . Kazimierz Gzowski został pierwszym prezesem – tzw. komisarzem Komisji Parków Niagara (Niagara Parks Comission), organizacji sprawującej zarząd nad parkami wzdłuż jeziora Ontario  .
Był jednym z założycieli Kanadyjskiego Stowarzyszenia Inżynierów Lądowych (ang. Canadian Society of Civil Engineers obecnie znanego pod nazwą Canadian Society for Civil Engineers CSCE) gdzie w latach 1889–1891 pełnił funkcję prezydenta. W 1890 roku ufundował również medal (ang. Casimir Gzowski Medal), który przyznawany jest corocznie do chwili obecnej najlepszemu kanadyjskiemu inżynierowi cywilnemu w dziedzinach geodezji, inżynierii budowlanej oraz wielkich konstrukcji. Gzowski należał do amerykańskiego stowarzyszenia inżynierów – American Society of Civil Engineers (1886) oraz do brytyjskich British Institution of Civil Engineers (ICE) (1881) i Royal Geographical Society (1881).
Organizował pierwsze kanadyjskie wyścigi konne. Pełnił funkcję prezydenta Toronto Turf Club, doprowadzając w 1860 roku do organizacji Queen’s Plate, czyli pierwszych w Ameryce wyścigów koni pełnej krwi angielskiej, odbywających się na torze w Woodbine. Z własnych pieniędzy Gzowski ufundował przyznawaną do dziś nagrodę w tych wyścigach – srebrną paterę o nazwie Queen’s Plate, która stanowi najstarszą nagrodę sportową w całej północnej Ameryce.
Założył pierwszy klub myśliwski w Kanadzie, a także pierwszy kanadyjski klub strzelecki Rifle Association of Ontario, pełniąc także funkcję prezydenta Dominion Riffle Association, któremu patronował finansowo. Z jego inicjatywy i częściowo na jego koszt kanadyjska reprezentacja strzelecka po raz pierwszy wzięła udział w 1870 roku w mistrzostwach imperialnych w Wimbledonie.
W kwietniu 1873 roku Gzowski został mianowany pułkownikiem kanadyjskiej milicji, a także zaangażował się w tworzenie nowo powstającej armii kanadyjskiej, pełniąc funkcję szefa Central Division of Volunteers in Toronto (pol. Centralnego Wydziału Ochotników w Toronto) . W 1885 roku Gzowski ufundował również Casimir Gzowski Cup puchar w corocznych zawodach, w których rywalizują oddziały inżynierskie Kanadyjskiej Milicji. Przyznawany jest on do chwili obecnej przez Canadian Military Engineers Association (pol. Kanadyjskie Stowarzyszenie Inżynierów Wojskowych).

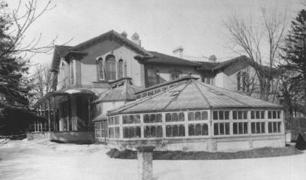
Toronto Gzowski Hall, wiktoriańska rezydencja Gzowskiego w Toronto

W 1890 roku Gzowski został za swoje zasługi odznaczony wysokim brytyjskim odznaczeniem Orderem Św. Michała i Św. Jerzego przez królową Wiktorię, otrzymując tym samym szlachectwo brytyjskie. Brytyjska królowa Wiktoria – jako pierwszego mieszkańca brytyjskich kolonii – mianowała go swoim honorowym adiutantem. Jako bliski przyjaciel Johna Macdonalda, pierwszego premiera Kanady był nienominowanym gubernatorem porucznikiem (administratorem) prowincji Ontario w latach 1896–1897. Politycznie związany był z Konserwatywną Partią Kanady (ang. Conservative Party of Canada).
W Kanadzie zmienił wyznanie z katolicyzmu na anglikanizm. Był współzałożycielem seminarium duchownego Wyclliffe College, w którym przez 15 lat pełnił funkcję prezesa i przewodniczącego rady wykonawczej. Kazimierz Gzowski zmarł w 1898 r. w Toronto po trzymiesięcznej chorobie. Pochowany został w rodzinnym mauzoleum na anglikańskim cmentarzu St. James Cemetery w tym mieście

## Zrealizowane projekty inżynierskie

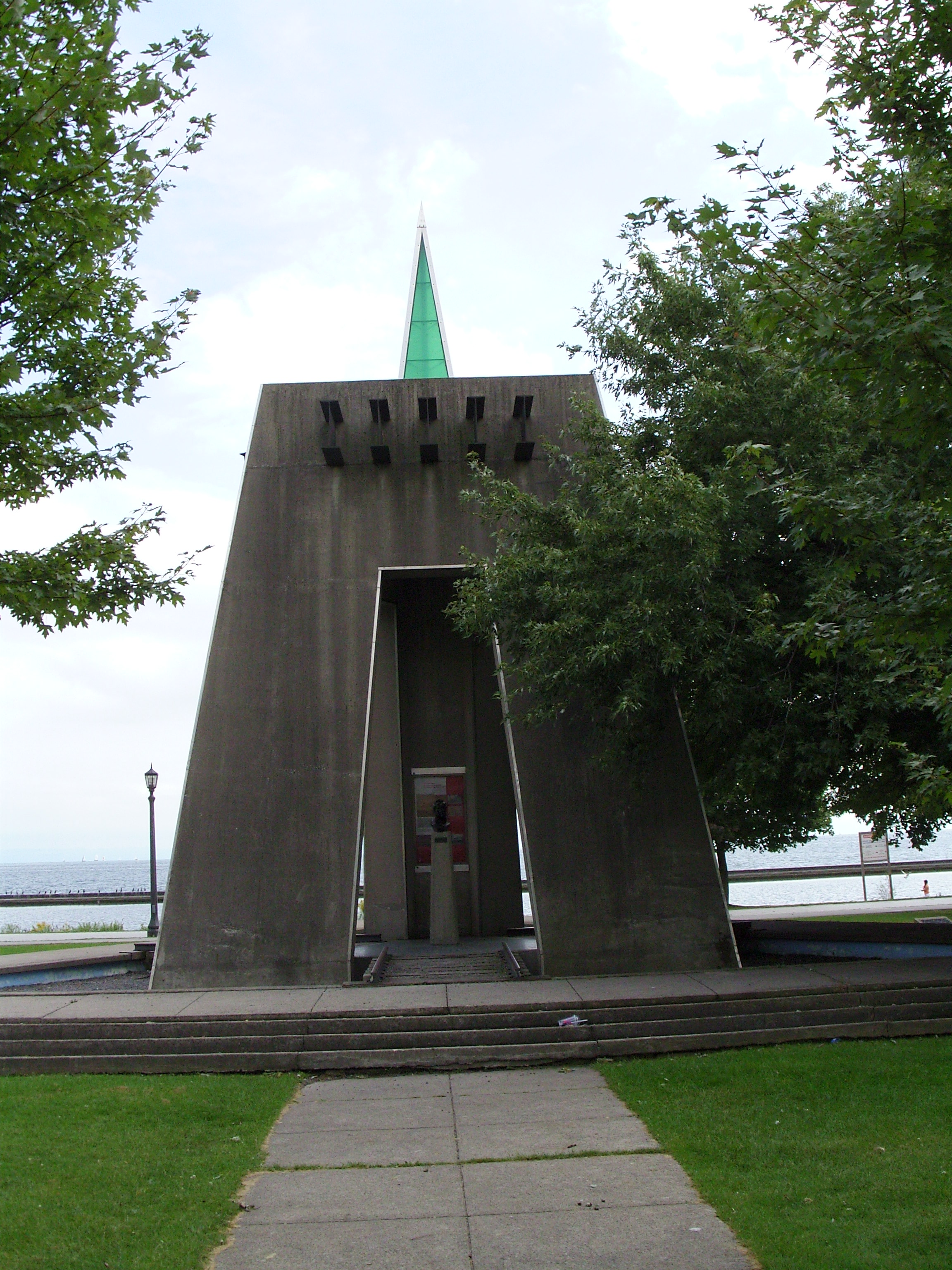
Upamiętniający inżyniera pomnik znajdujący się na terenie parku jego imienia Sir Casimir Gzowski Park w Toronto

Zaprojektował i zrealizował wiele publicznych projektów budowlanych:
- Był twórcą szosy z Toronto do Lake Simcoe,
- Zbudował kolej żelazną do Atlantyku, połączenie kolejowe z Montrealu do granicy ze Stanami Zjednoczonymi oraz linie kolejowe z Port Huron do Detroit i z London do St. Mary’s[12],
- W latach 40 XIX w. zbudował most przez rzekę Otonabee w Peterboro i rzekę Czerwoną na szosie z Toronto do pełniącej wówczas funkcję kanadyjskiej stolicy Kingston.
- W 1857 zbudował w ramach sieci Grand Trunk Railway(inne języki) nową linię kolejową pomiędzy Toronto a Sarnią[28].
- W latach 1870–1873 według projektu kanadyjskiego inżyniera E.P. Hannaforda wzniósł na rzece Niagara most o długości 1100 metrów o nazwie International Bridge (pol. Most Międzynarodowy), który połączył kanadyjski Fort Erie z Bufallo w USA[29][4][30]

## Upamiętnienie
- Wzdłuż jeziora Ontario znajduje się publiczny rekreacyjny park – Sir Casimir Gzowski Park upamiętniający inżyniera[31][28].
- 5 marca 1963 roku Poczta Kanadyjska dla uczczenia 150. rocznicy urodzin inżyniera emitowała znaczek pocztowy o nominale 5 centów.
- 25 maja 1968 roku premier Kanady Pierre Trudeau odsłonił w Toronto pomnik Kazimierza Gzowskiego (ang. Sir Casimir Gzowski Monument) zaprojektowany przez polsko kanadyjskiego inżyniera Richarda D’Wonnika zlokalizowany w parku jego imienia nad brzegiem jeziora Ontario[28].
- Jego imieniem nazwano kilka ulic w kanadyjskich miastach znajdujących się głównie w prowincji Ontario[1]: Gzowski Street znajduje się w kanadyjskich miastach Toronto, Fergus, Kitchener, Guelph i innych.
- W 1978 roku Poczta Polska uwieczniła Kazimierza Gzowskiego na znaczkach pocztowych.
- Kazimierz Gzowski został upamiętniony w filmie dokumentalnym nakręconym w Kanadzie przez reżysera i operatora Andrzeja Waltenberga, który został wyemitowany w TVP w 1985 roku[32].
- Jego imię nosi również Zespół Szkół Technicznych w Opolu[33].